# Crème de Cassis

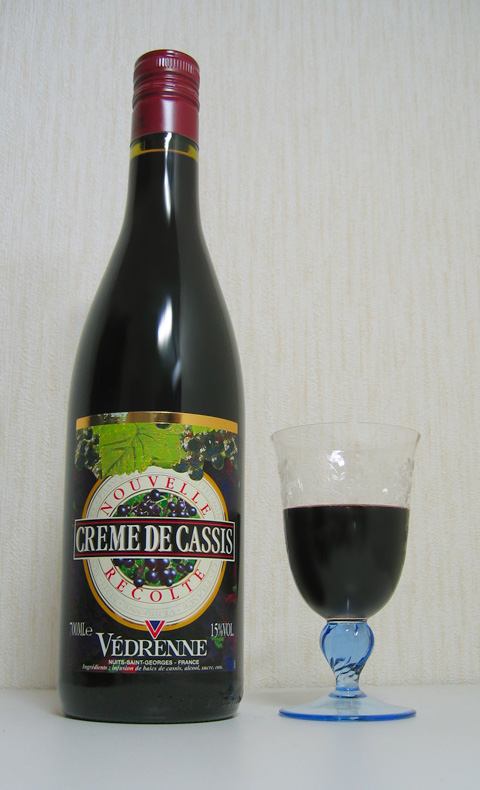
Crème de Cassis

Crème de Cassis (von franz. Cassis für dt. „schwarze Johannisbeere“) ist ein Likör von schwarzen Johannisbeeren. Er wird hauptsächlich zur Zubereitung von Cocktails verwendet, wie etwa Kir oder Kir Royal. Er stammt historisch aus der Gegend von Dijon/Burgund.

## Zubereitung
Die schwarzen Johannisbeeren müssen innerhalb von 24 Stunden nach der Ernte verarbeitet werden. Um möglichst viel vom Gehalt der Früchte zu bewahren, werden sie bei −30 °C schockgefroren, anschließend auf eine Temperatur von −5 °C gebracht und mit Alkohol besprüht. Die Beeren werden dann fünf Wochen in eine alkoholische Lösung aus Wasser und Alkohol eingelegt. Am Schluss wird Zucker zugefügt, um die natürliche Säure der Früchte auszugleichen.
Crème de Cassis hat einen Alkoholgehalt von rund  20 Vol.-%.

## Verkehrsbezeichnung
Die für das Inverkehrbringen dieser Spirituose für den Binnenmarkt der EU vorgeschriebene Bezeichnung „Crème de cassis“ darf nur für Liköre verwendet werden, die
- mit schwarzen Johannisbeeren hergestellt werden und
- deren Gehalt beträgt an
  - süßenden Erzeugnissen mehr als 400 g je Liter, ausgedrückt als Invertzucker, und
  - Alkohol von 15 Volumenprozent[2]).

Nach EU-Recht geschützt sind die Herkunftsbezeichnungen Cassis de Bourgogne, Cassis de Dijon und Cassis de Saintong, die dazu je in Frankreich hergestellt sein müssen. Dazu erging 1979 im Rechtsstreit der Händlerin Rewe gegen die Bundesmonopolverwaltung für Branntwein vor dem Europäischen Gerichtshof das zu lebenmittelrechtlicher Kennzeichnung und für Verbraucherschutz bedeutsame so genannte Cassis-de-Dijon-Urteil.